# Energiepark (Alzenau)

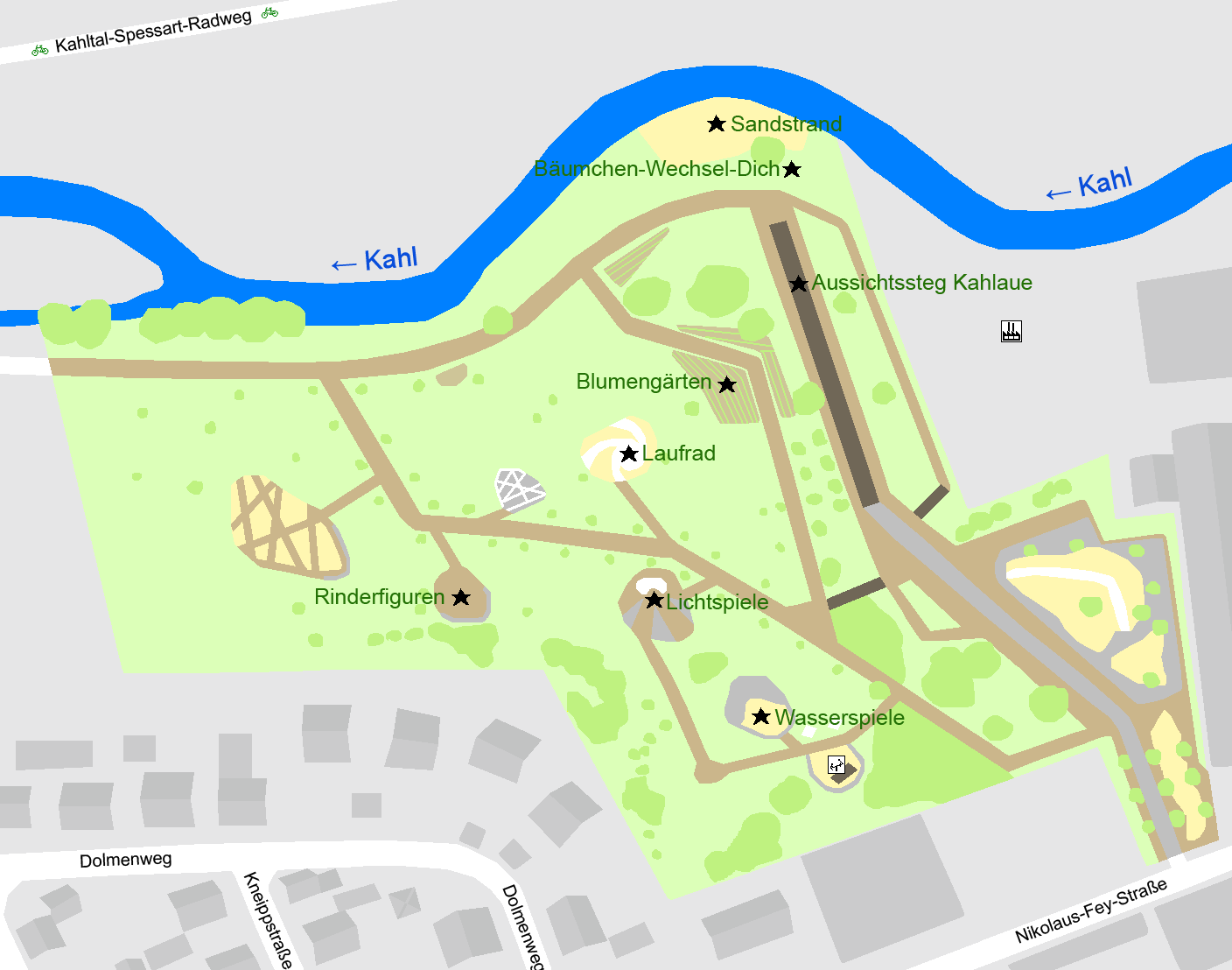
Parkplan

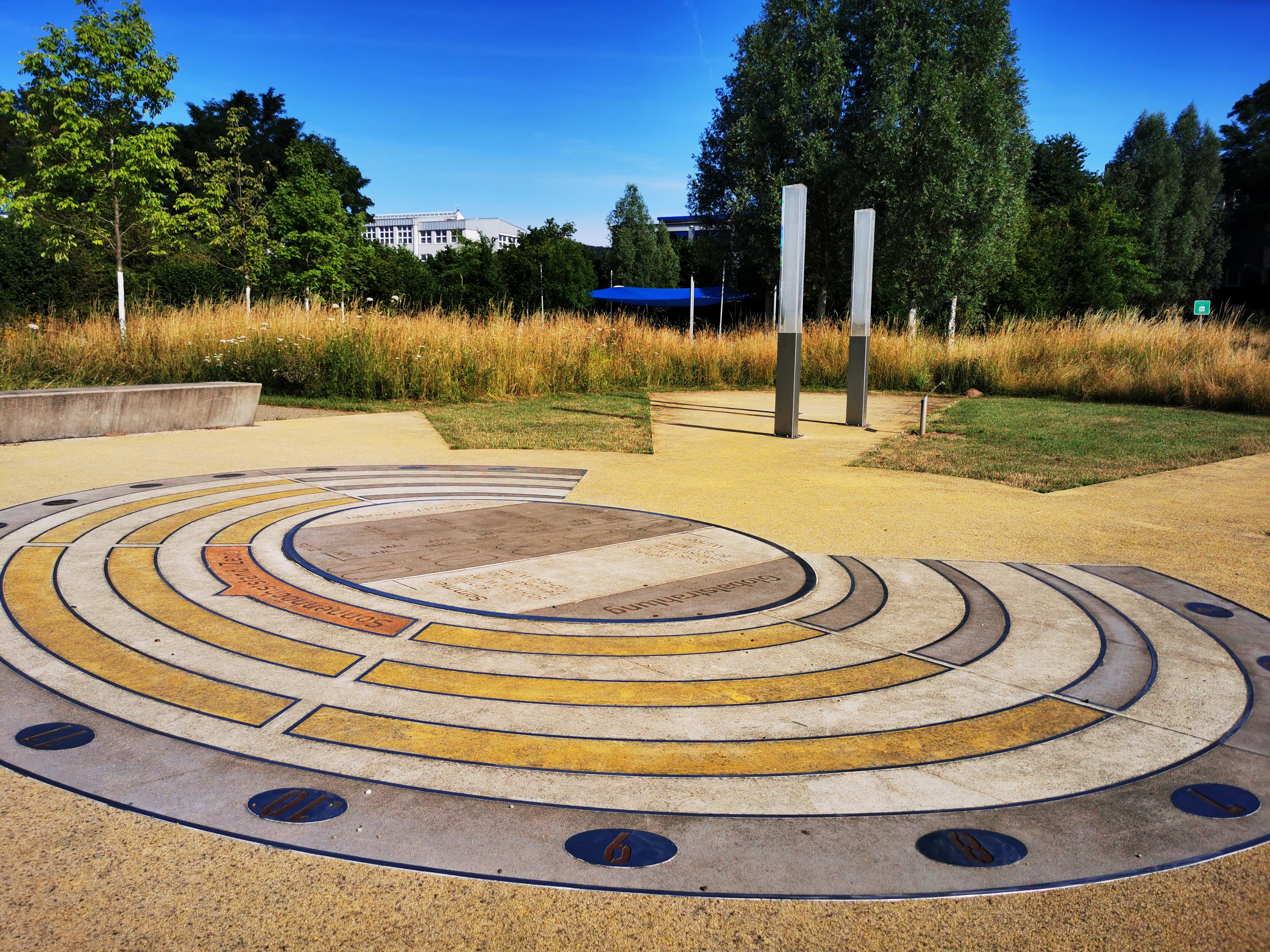
Im Energiepark

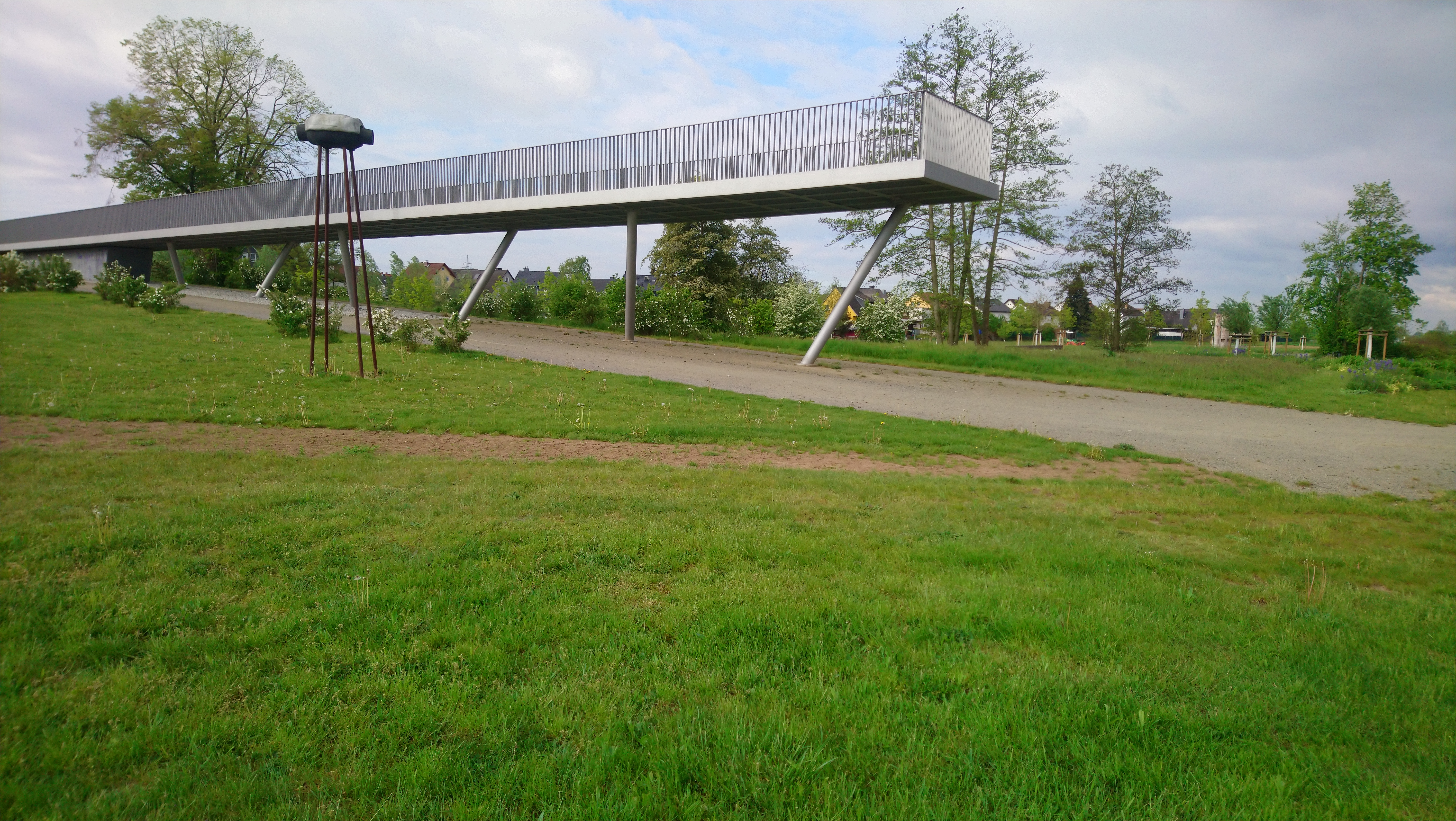
Der Aussichtssteg „Kahlaue“ im Energiepark

Der Energiepark ist eine öffentliche Parkanlage in der Stadt Alzenau im Landkreis Aschaffenburg in Bayern. Er wurde im Rahmen der Kleinen Landesgartenschau 2015 als Ausstellungsgelände gestaltet und wird heute als städtisches Naherholungsgebiet genutzt.

## Geographie
Der etwa 3 ha große Energiepark liegt auf 119 m ü. NHN, am Rande des Prischoßes. Südöstlich liegt die Siedlung „Oberschur“, nördlich wird er durch den renaturierten Flusslauf der Kahl begrenzt. Über den Hauckwald ist das ehemalige Gartenschaugelände mit dem Generationenpark verbunden.

## Beschreibung
Im Energiepark gibt es einen 74 Meter langen Aussichtssteg, von dem aus man die Auen und Flussschlingen der Kahl überblicken kann. Bei ihrer Renaturierung wurde die starke Flussregulierung wieder beseitigt und Mäander hergestellt. Ein am zuvor rechten Ufer der begradigten Kahl stehender Baum, befindet sich – immer noch an gleicher Stelle – nun am linken Ufer des renaturierten Flusses. Er bekam den Namen Bäumchen-Wechsel-Dich.
Im Energiepark befindet sich ein Wasserspielplatz mit Wasserspiele und Trampoline sowie verschiedene Blumen- und Kräutergärten. An der Kahl wurde ein Sandstrand gestaltet. Weiterhin gibt es ein großes Laufrad.